# Сорорат
Сорора́т (від лат. soror — сестра) — звичай, за яким чоловік одночасно або послідовно вступав у шлюбні відносини з кількома жінками — рідними або двоюрідними сестрами.
Вперше був описаний Л. Г. Морганом. Як термін його запровадив Дж. Фрейзер, який зібрав дані про
існування сорорату у багатьох народів Америки, Азії, Океанії та Африки.
Вчені розглядають сорорат як пережиток групового шлюбу.